# Luis Ruby
Luis Ruby (geboren 1970 in München) ist ein deutscher literarischer Übersetzer.

## Leben
Luis Ruby wuchs zweisprachig spanisch-deutsch in München auf. Er studierte von 1992 bis 1998 Hispanistik, Anglistik und Volkswirtschaftslehre in Heidelberg, Salamanca und München und machte einen Abschluss als M.A. Von 1999 bis 2001 war er beim Verlag C. H. Beck beschäftigt. 
Ruby arbeitet als Dolmetscher und Übersetzer aus dem Englischen, Italienischen, Spanischen und Portugiesischen ins Deutsche. Er führt Lehraufträge an der Universität München aus.
Ruby übersetzte unter anderem Werke von Niccolò Ammaniti, Roberto Bolaño, Emilio Calderón, Rafael Cardoso, Roberta De Falco, Juan Gómez-Jurado, Eduardo Halfon, Clarice Lispector, Javier Marías, Hernán Ronsino, Isaac Rosa und Irene Vallejo. 
Er erhielt Förderungen und Stipendien, so 2008 den Bayerischen Kunstförderpreis für Literatur und 2013 ein Münchner Literaturstipendium für die Übersetzung von Clarice Lispectors Der Lüster. Er wurde 2020 mit der Übersetzung von Lispectors Erzählband Tagtraum und Trunkenheit einer jungen Frau für den Preis der Leipziger Buchmesse nominiert.